# Tellermütze

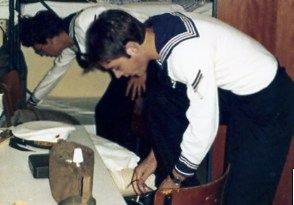
Marinesoldaten bereiten sich zur „Musterung“ vor, auf dem Tisch liegt eine Tellermütze

Die Tellermütze, außerhalb der Bundeswehr auch Bändermütze genannt, ist eine flache, runde Kopfbedeckung.

## Bundeswehr
Die Tellermütze ist ein Bestandteil der Uniform eines Mannschaftsdienstgrads der Deutschen Marine. Sie besteht aus einem Mützengestell, einem Mützenbezug mit Kokarde und einem Mützenband. In den frühen Jahren der Bundeswehr (bis in die 1970er) wurden Soldaten mit weißen und mit blauen Mützenbezügen ausgestattet, seit da noch mit weißen. Auf dem Mützenband steht in goldenen Buchstaben der Name des Bootes, Schiffes oder der Dienststelle, der der Soldat angehört. Sollte dies nicht kenntlich sein, wurde früher ein Mützenband „Bundesmarine“, heute „Deutsche Marine“ eingezogen.

## Geschichte
Seit 1884 ist die Tellermütze mit einer Kokarde versehen und seit 1886 weiß. Weiterer Bestandteil ist das dunkle Mützenband, dessen Enden schwalbenschwanzförmig sind und am Hinterkopf herabhängen. Die schwarzen Seidenbänder sollen mutmaßlich daran erinnern, dass in den vergangenen Jahrhunderten Mannschaft und Unteroffizier geteerte, gewachste oder geölte Zöpfe trugen und mit einem schwarzen, geteerten Band umwickelten. Andere Vermutungen besagen, dass die zwei Bänder Trauerflor für Lord Nelson bedeuten.

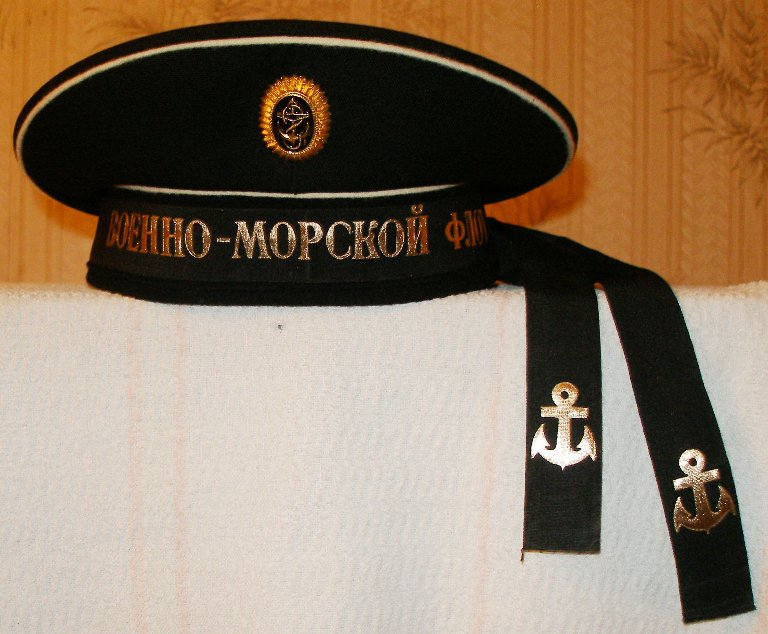
Russische Tellermütze

Die Tellermützen wurden zum ersten Mal in der russischen Marine 1811 eingeführt. Der deutsche Vorläufer der getragenen Tellermütze wurde mit den Allerhöchsten Uniform-Bestimmungen über eine Uniformänderung und Rangangleichung in Preußen vom 27. April 1849 als Teil der ersten offiziellen Uniform durch das Kriegsministerium im Militärwochenblatt Nr.33 verkündet. Ein Zusatz im Erlass bestimmte, dass der niedrige Matrosenhut mit einem schwarzseidenen Band zu versehen ist, auf dem der Name des Schiffes oder einfach Königliche Marine gedruckt ist. 1873 wurde festgelegt, dass zur Unterscheidung der einzelnen Marineteile das Mützenband derjenige Teil der Uniform der Mannschaften ist, aus welchem die Unterscheidungszeichen der einzelnen Marineteile hervorzugehen hat. Während das Mützenband bis auf Farbgebung und Beschriftung Bestand hat, durchlief die Tellermütze noch zahlreiche Veränderungen.